# Floorball-Bundesliga
Die 1. Floorball-Bundesliga ist die höchste Spielklasse von Floorball Deutschland und besteht aus zwölf Mannschaften. Seit 2022 spielen nach der Hauptrunde (Hin- und Rückrunde) die besten acht Mannschaften in den Play-offs und die letzten vier in den Play-downs. Die Viertelfinalpartien werden im Modus Best-of-Three und ab den Halbfinals im Best-of-Five ausgetragen. Nur das Spiel um Platz 3 ist ein einzelnes Entscheidungsspiel. Die vier Teilnehmer der Play-downs spielen um den Klassenerhalt. Der Verlierer steigt ab und der Final-Gewinner spielt im Relegationsspiel gegen den Abstieg in die 2. Bundesliga.
Amtierender deutscher Meister bei den Herren ist der UHC Sparkasse Weißenfels.

## Geschichte
Die Sportart Floorball hat sich in Deutschland seit dem Ende der 1990er Jahre strukturell soweit entwickelt, dass bereits unter dem Dach des Deutschen Unihockey Bundes (DUB) (heute: Floorball-Verband Deutschland) sowohl bei den Herren als auch bei den Damen Bundesligen auf dem Großfeld entstanden sind, in denen jährlich wiederkehrend Deutsche Meister ausgespielt werden. Im Jahr 2010 wurde die Sportart und damit auch die Bundesligen auf den international üblichen Begriff Floorball umbenannt.

## Mannschaften 2025/26
- UHC Sparkasse Weißenfels
- MFBC Leipzig
- SSF Dragons Bonn
- Floor Fighters Chemnitz
- ETV Piranhhas Hamburg
- DJK Holzbüttgen
- Unihockey Igels Dresden
- Berlin Rockets
- TV Schriesheim
- Blau-Weiß 96 Schenefeld
- SC DHfK Leipzig
- SC Potsdam